# Jagdgeschwader 300
300-я истребительная эскадра «Wilden Sau» («Дикие кабаны») (нем. Jagdgeschwader 300, (JG300)) — эскадра истребителей люфтваффе.

## История формирования
Первоначально эскадра нем. Wilde Sau — «дикий кабан» — была сформирована 26 июня 1943 года Versuchskommando Hermann, с 18 июля 1943 года называлась JG Hermann, и, наконец, с 20 августа 1943 года стал именоваться JG300. Эскадру предполагалось использовать для атак ночью бомбардировщиков союзников при свете пожаров. Группа I./JG300 базировалась на аэродроме в Бонн-Хангеларе, II./JG300 — в Райне, a III./JG300 в Ольденбурге. Группы эскадры сражались над Германией, действуя со многих аэродромов, в том числе с Хольцкирхена (I./JG300) и Эрфурта (II./JG300). В конце войны самолеты эскадры стали выполнять функции штурмовиков. На базе III./JG300 сформировали группу III./JG302.

## Состав эскадры

### Geschwaderkommodoren (командиры эскадры)
| командующий                    | период                             | примечания                                |
| ------------------------------ | ---------------------------------- | ----------------------------------------- |
| оберст-лейтенант Хайо Херрманн | июнь — 26 сентября 1943 года       |                                           |
| оберст-лейтенант Курт Кеттнер  | 26 сентября 1943 — май 1944 года   |                                           |
| оберст-лейтенант Вальтер Даль  | 27 июня 1944 — 26 января 1945 года | назначен инспектором дневных истребителей |
| и. о. майор Курт Петерс        | декабрь 1944 года                  |                                           |
| майор Антон Хакль              | 30 января — 20 февраля 1945 года   | Назначен командиром JG11                  |
| и. о. майор Курт Петерс        | март — апрель 1945 года            |                                           |
| майор Гюнтер Ралль             | 20 февраля — 8 мая 1945 года       |                                           |

### Gruppenkommandeure I./JG300 (командиры группы I./JG300)
| командующий                  | период                           | примечания                |
| ---------------------------- | -------------------------------- | ------------------------- |
| обер-лейтенант Эвальд Янссен | 1 июля — 29 октября 1943 года    | назначен командиром JG302 |
| гауптман Герхард Штамп       | 1 ноября 1943 — ноябрь 1944 года |                           |
| майор Байер                  | ноябрь 1944 — март 1945 года     |                           |

### Gruppenkommandeure II./JG300 (командиры группы II./JG300)
| командующий                | период                           | примечания |
| -------------------------- | -------------------------------- | ---------- |
| ?                          |                                  |            |
| гауптман Курт Петерс       | ноябрь 1943 — 29 июня 1944       |            |
| майор Альфред Линденбергер | июнь 1944 — 28 сентября 1944     |            |
| ?                          |                                  |            |
| гауптман Вальдемар Раденер | 23 февраля 1945 — 16 апреля 1945 |            |
| гауптман Карл-Гейнц Диче   | 16 апреля 1945 — 8 мая 1945      |            |

### Gruppenkommandeure III./JG300 (командиры группы III./JG300)
| командующий              | период                            | примечания |
| ------------------------ | --------------------------------- | ---------- |
| ?                        |                                   |            |
| майор Иро Илк            | 31 января 1944 — 25 сентября 1944 |            |
| гауптман Герберт Нёльтер | 26 сентября 1944 — 6 декабря 1944 |            |
| майор Ганс-Карл Камп     | 7 декабря 1944 — 31 декабря 1944  |            |
| гауптман Петер Йенне     | 1 января 1945 — 2 марта 1945      |            |